# Carson
Carson je město v Kalifornii, USA, předměstí 13 mil vzdáleného Los Angeles. Žije zde více než 100 tisíc obyvatel.

## Demografie
Podle sčítání lidu z roku 2010 zde žilo 91 714 obyvatel.

### Rasové složení
- 23,8% Bílí Američané
- 23,8% Afroameričané
- 0,6% Američtí indiáni
- 25,6% Asijští Američané
- 2,6% Pacifičtí ostrované
- 18,7% Jiná rasa
- 4,8% Dvě nebo více ras

Obyvatelé hispánského nebo latinskoamerického původu, bez ohledu na rasu, tvořili 38,6% populace.

## Významní obyvatelé
- Forest Whitaker – filmový herec (držitel Oskara), režisér a producent
- Dr. Dre – americký rapper
- Game – americký rapper

## Sport

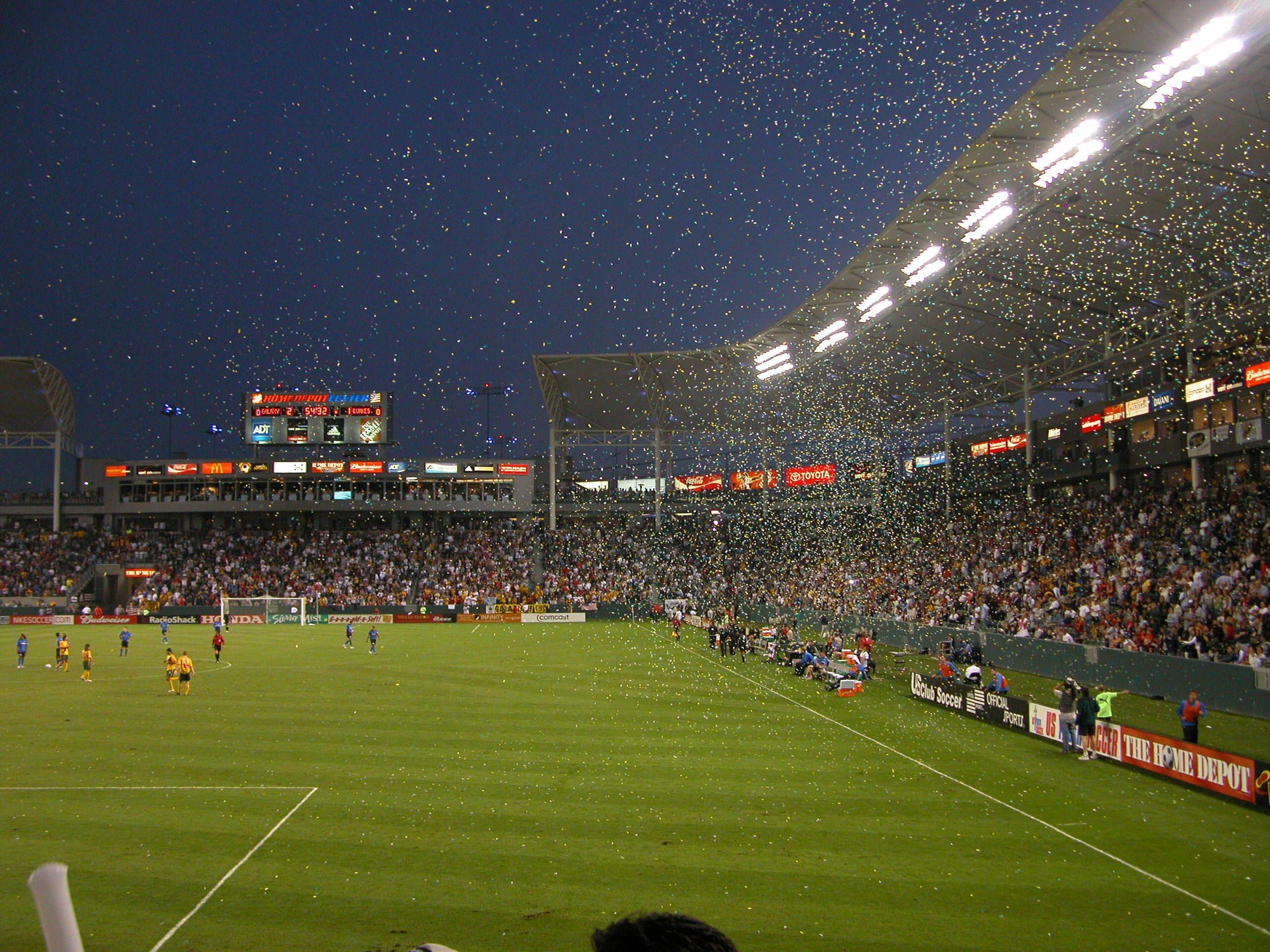
StubHub Center

V Carsonu stojí fotbalový stadion StubHub Center, který je sídlem dvou celků severoamerické Major League Soccer: Los Angeles Galaxy a CD Chivas USA a ženského fotbalového týmu Los Angeles Sol.
Carson bylo jedním z měst, pořádajících mistrovství světa ve fotbale žen v roce 2003. Na stadionu StubHub Center (tehdy ještě Home Depot Center) se hrály 4 zápasy ve skupině, zápas o bronz i finále, které vyhrály Němky porazily výběr Švédska 2:1 v nastavení.